# Layamon's Brut
Layamon's Brut (ca. 1190-1215), ook wel bekend als The Chronicle of Britain, is een Middelengels gedicht dat werd samengesteld en herschikt door de Engelse priester Layamon.
Brut is 16095 regels lang en vertelt de geschiedenis van Groot-Brittannië: het is de eerste in het Engels geschreven historiografie sinds de Angelsaksische kroniek. Het gedicht, genoemd naar de legendarische stichter van Groot-Brittannië, Brutus van Troje, is grotendeels gebaseerd op de Anglo-Normandische Roman de Brut door de uit Jersey afkomstige Normandische dichter Wace, die het zijn beurt ontleende aan Geoffrey van Monmouths Latijnse Historia Regum Britanniae. Het gedicht van Layamon is echter aanzienlijk langer dan deze voorbeelden, en gaat over het leven en de heldendaden van koning Arthur. Het is geschreven in de allitererende versstijl die gewoonlijk in het Engels wordt gebruikt door de rijmende kroniekschrijvers, waarbij de twee helften van elke versregel even vaak wordt gekoppeld door middel van rijm als door alliteratie.